# Александър Джомбич
Александър Джомбич (на сръбски: Александар Џомбић) е босненско-сръбски политик, министър-председател на Република Сръбска от 29 декември 2010 г. до 12 март 2013 г.
Бивш министър на финансите на Република Сръбска. Член на СНСД.

## Биография
Роден е в град Баня Лука, Босна и Херцеговина през 1968 г.